# 小荷駄
小荷駄（こにだ）とは、中世から近世にかけての日本において、戦争のために必要な兵粮や弾薬、陣地設営道具などを運ぶための人夫・駄馬（もしくはウシ）、及びそれを率いる部隊「小荷駄隊（こにだたい）」のこと。現代の輜重隊に相当する。

## 概要
主として小荷駄奉行（兵粮奉行）率いる、およそ50名から100名の足軽等に護衛された人夫（陣夫）や駄馬が、直接積載して運搬した。荷車に関しては荻生徂徠は「戦国の時分に車なき」としており、使用されていたか不明である。小荷駄は進撃時には軍勢の後方、後退時には軍勢の先方に配置された。
中世においては、兵粮などは兵士達の自己携帯が原則であったが、実戦においては期間が不明でかつ長期分の携帯は軍事行動の妨げになるだけであったため、数日分だけを携帯させてそれ以上の分は小荷駄に輸送させた。原則として守護は小荷駄に用いる駄馬と陣夫の徴発を行う権利を有しており、戦国大名も同様の実権を保有していたが、実際には小荷駄奉行の裁量に任されていた。
近世においては小荷駄の徴発に応じる事は領民の義務として位置づけられ、個々の村々に対して石高に応じて徴発された。これによって兵士達は兵粮携帯の義務から免れる事になった。
近代では、秩父事件の困民党のように、正規の軍隊ではないが近代的軍制を取り入れ、一揆側が「小荷駄方」の部隊を編成している例もある。

## 輸送力
江戸時代の例であるが、前橋藩酒井氏の軍役規定では、小荷駄隊は駄馬573頭（口取り573人）、人夫1,179人であった。これで戦闘員（武士・足軽）3,686人と騎馬武者用の乗馬347頭の補給を行うことになっていた。駄馬の積載量は25貫目（94 kg）、人夫の場合は4貫目（15 kg）とされているため、小荷駄隊の輸送力は合計で 71,547 kgとなる。他方、一日の食料は馬が大豆2升、糠2升（合計5.8 kg）、『雑兵物語』によると人間は米6合、塩0.1合、味噌0.2合である（合計約1 kg）。従って、前橋藩が規定通りの兵力で出陣した場合、1日の食料消費量は、馬が合計920頭で5,336 kg、人間が5,438人、5,438 kg、総計10,774 kgとなる。小荷駄隊の輸送力を全部食料に割り当てたとしても、6.6日分の食料しか運べない計算になる。

## 参考資料
- 高木昭作『日本近世国家史の研究』岩波書店、1990年。ISBN 4-00-001677-6。ISBN 978-4-00-001677-3。
- 久保田正志『日本の軍事革命』錦正社、2008年。ISBN 978-4-7646-0327-1。